# Krojczy

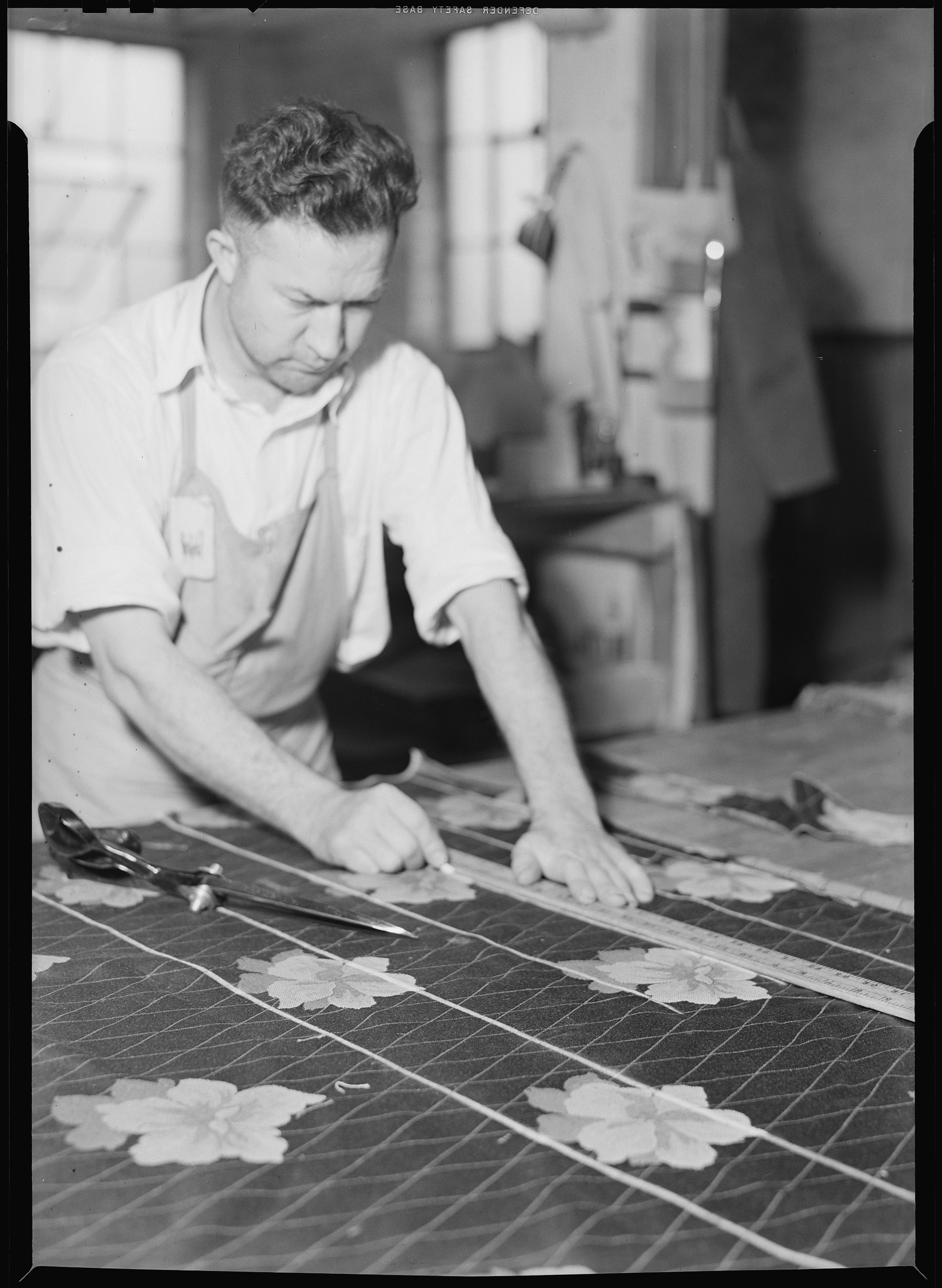
Krojczy przy pracy, USA, ok. 1936

Krojczy – pracownik zakładu krawieckiego lub przedsiębiorstwa wytwarzającego produkty odzieżowe. Zajmuje się wykrawaniem elementów materiału (tkaniny, dzianiny, sukna, skór) na ubrania. Do tego celu korzysta z określonych schematów, szkiców, lub szablonów.
Zawód krojczego można podzielić na kilka specjalizacji:
- krojczy rysowacz – wykonuje obrysy szablonów na materiale,
- wykrawacz – zajmuje się wykrawaniem określonych fragmentów materiału wzdłuż wcześniej wykonanego obrysu,
- krojczy kompletowacz – zajmuje się układaniem wykonanych wykrojów, liczeniem i weryfikowaniem ich zgodności z szablonem.

Krojczemu do pracy służą mechaniczne wykrawarki (maszyny do przycinania tkanin lub wycinania elementów odzieży) lub nożyczki i noże krawieckie.